# Perikardiocenteza
Perikardiocenteza – zabieg mający na celu ewakuację płynu znajdującego się w worku osierdziowym poprzez jego nakłucie i odbarczenie, a przez to obniżenie ciśnienia osierdziowego. Perikardiocenteza jest zabiegiem ratującym życie pacjentom z tamponadą serca. Jedynym wyjątkiem jest tamponada spowodowana rozwarstwieniem aorty, w której perikardiocenteza jest przeciwwskazana, a konieczna jest pilna interwencja kardiochirurgiczna.